# Теарце (община)
Теарце (макед. Општина Теарце) — община в Северной Македонии. Расположена на северо-западе страны. Население составляет 22 454 человека (2002 год).
Административный центр — село Теарце.
Площадь территории общины 164,45 км².
Этническая структура населения в общине по переписи 2002 года:
- албанцы — 18 950 чел. (84,4%);
- македонцы — 2 739 чел. (12,2%);
- турки — 516 чел. (2,3%);
- остальные — 249 чел. (1,1%)